# Нікомедійський едикт

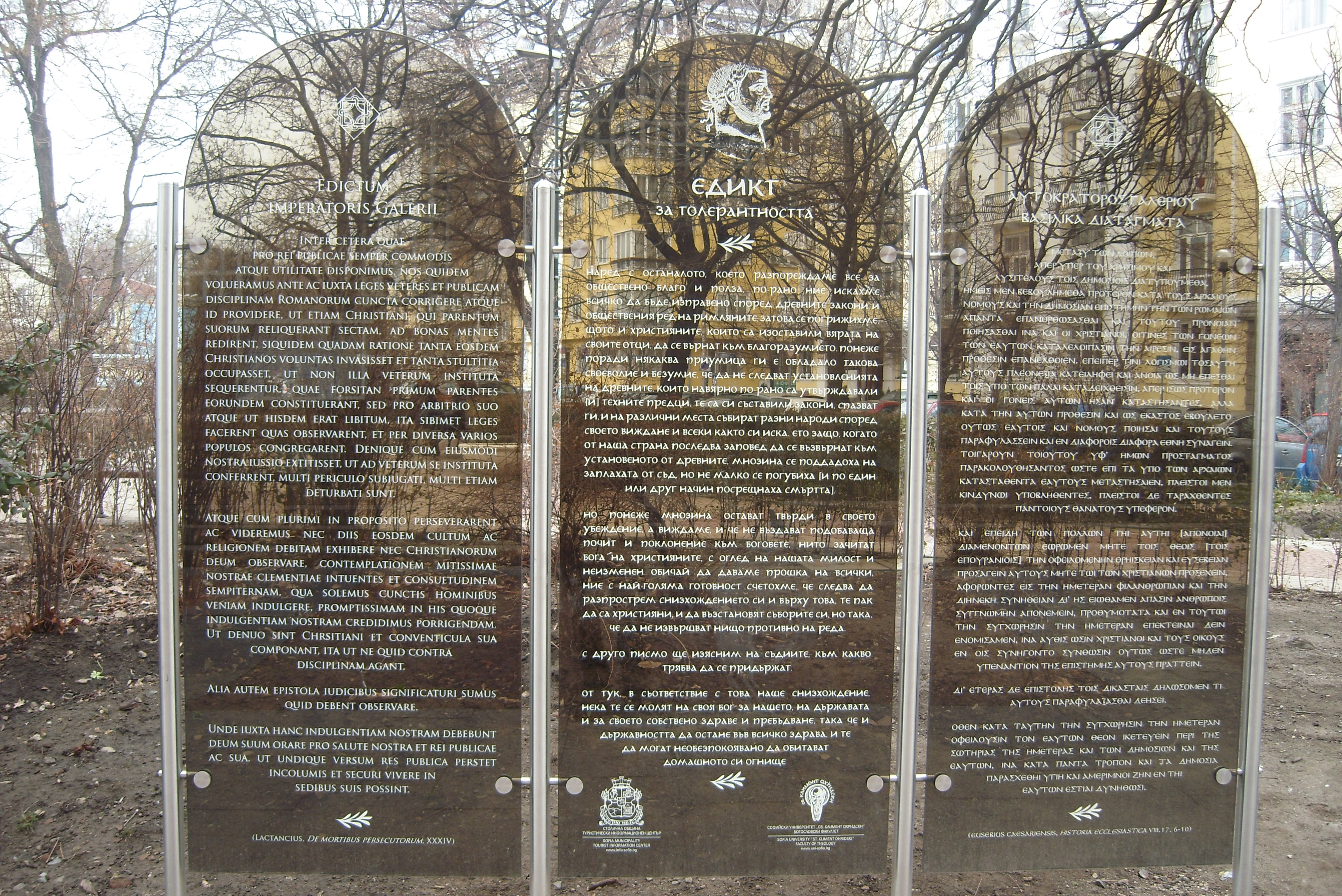
Текст Едикту трьома мовами (латиною, болгарською та грецькою) перед Собором Святої Софії, Болгарія

Нікомедійський едикт або Сердикійський едикт — документ, виданий в 311 році римським імператором Галерієм. Він припиняв Велике гоніння — наймасштабніше переслідування християн у Римській імперії, що почалося в 303 році. Нікомедійський едикт передував схожому за змістом Міланському едикту, який був виданий у 313 році.

## Історія
23 лютого 303 року під час святкування Терміналії імператор Діоклетіан, за ймовірною пропозицією тодішнього цезаря Галерія, видав едикт, що зокрема передбачав: 
- Зачинення церков та знищення святих текстів
- Конфіскацію церковного майна
- Заборону здійснення християнами колективних правових дій
- Втрата привілеїв для християн з числа високопосадовців, що не відректлися від своєї віри
- Арешт деяких урядовців.

У 305 році після добровільного зречення Діоклетіана його місце імператора на сході зайняв Галерій. Він хоч і продовжував переслідування християн, втім згодом зрозумів невдачу цієї політики. Тому в 311 році, перебуваючи при смерті, Галерій фактично дозволив християнам вільно сповідувати свою релігію в межах Східної Римської імперії.
Достеменно невідомо, де саме був підписаний цей едикт. За традиційною версією, це сталося в Нікомедії (теперішній Ізміт, Туреччина). За іншою версією, Нікомедія була лише місцем оголошення тексту едикту, а його підписання відбулося в Сердиці (сучасна Софія, Болгарія). Тому Нікомедійський едикт часто називають Сердикійським.